# 劉啓元 (萬曆進士)
劉啓元，字仁夫、仁甫，號般思，江西撫州府金溪县北市人。明朝政治人物。同進士出身。

## 生平
萬曆七年（1579年）己卯科舉人，萬曆十七年（1589年）登己丑科進士，刑部觀政，十八年八月授浙江台州府推官，台故濒海，时有小寇聚众，伪称倭寇，每鼓浪猝至，男女奔窜，惟所掳掠。啓元条议六策，悉中机宜，奸宄遂绝。有烈妇冤死，累官不决，啓元廉得主名，擒其凶，立毙之，民为立刘公庙。又去石滩之险者，以便舟行，今称刘公滩。二十六年升刑部主事，二十七年关内审决，三十年以艰归，遂不复仕，年九十卒。

## 著作
著有《易学余韵》、《丘钤篇》、《浅说篇》、《凿石篇》。

## 家族
曾祖劉篪，義官。祖父劉存，冠带乡宾。父劉维翰。